# Karan Bajaj
Karan Bajaj (n. 30 de junio de 1979) es un emprendedor en el área de la tecnología y escritor hindú. Es más conocido como fundador y director ejecutivo de WhiteHat Jr., una empresa de Tecnología educativa especializada en educación a distancia que fue adquirida por Byju's en 2020.
Bajaj es también autor de cuatro novelas.

## Primeros años
Karan Bajaj nació en India, donde se crio en una familia con raíces militares. Tiene una maestría en Administración de Empresas del Indian Institute of Management Bangalore y una licenciatura en Ingeniería Mecánica del Birla Institute of Technology, Mesra.

## Carrera
Al principio de su carrera, Bajaj trabajó para Procter & Gamble, The Boston Consulting Group y Kraft Foods. En 2016, se mudó a Mumbai como director ejecutivo de Discovery Networks, donde dirigió Discovery Channel, TLC, Animal Planet y Discovery Kids en el sur de Asia. Dejó Discovery Networks en 2019.

### Whitehat Jr
En 2018, Bajaj fundó WhiteHat Jr, una empresa de educación en línea cuyo objetivo inicial era mejorar las habilidades matemáticas y de codificación de los niños. En 2020, Byju's adquirió la empresa por 300 millones de dólares y la integró en su división de enseñanza de codificación. Después de la adquisición, dirigió la división internacional de Byju, Byju's FutureSchool, lanzando programas en inglés, español y portugués para estudiantes de EE. UU., Brasil y México con nuevos cursos que incluyen música, inglés, arte y ciencia. Bajaj dejó la empresa en agosto de 2021. Ahora, Trupti Mukker, directora de experiencia del cliente y prestación de servicios, asumirá el cargo de CEO de White HatJr.

### Autoría
Bajaj es autor de varios libros. Keep Off The Grass es el primer libro de Bajaj publicado por primera vez en 2008, sobre un viaje psicodélico por carretera de un graduado de Yale de 25 años a lo largo y ancho de la India. El viaje lo realiza un joven protagonista llamado Samrat, nacido de padres inmigrantes en los Estados Unidos que decide salir en busca de sus raíces. En el camino, Samrat es encarcelado por posesión de marihuana, desarrolla una adicción a las drogas, medita en las laderas del Himalayas, tiene una aventura de una noche con un hippie en Dharamsala y se encuentra con hombres santos carnívoros de Aghoree en las orillas de Varanasi.
La segunda entrega de Bajaj, Johnny Gone Down, una novela de suspenso publicada por HarperCollins en 2010. La narrativa de la novela se centra en la "serie de eventos extraños, casi surrealistas, que transforman a un graduado del MIT primero en un sobreviviente del genocidio, luego en un monje budista, un narcotraficante, un contador sin hogar, un magnate del software y un mortal luchador en un juego en un período de veinte años”.
The Seeker, fue un tercer libro publicado por Penguin Random House en junio de 2015. La novela trata sobre un banquero inversionista en Nueva York que se embarca en una búsqueda para convertirse en yogui en el Himalaya. La trama se inspiró en el viaje sabático de un año de tomó Bajaj desde Europa a la India, aprendiendo Hath yoga en un ashram en la India y practicando la meditación en el Himalaya.
Las obras de Bajaj han sido señaladas y revisadas por varias publicaciones y críticos literarios, incluyendo Kirkus Reviews, Publishers Weekly, Chicago Tribune e Indiaplaza,  entre otros. Su libro "Keep off the Grass" llegó a las semifinales del premio Amazon Breakthrough Novel Award y estuvo en la lista de finalistas de los premios Indiaplaza Golden Quill Book Awards en 2008.
Kevin Nance del Chicago Tribune escribió sobre "The Yoga of Max's Discontent": "Si ser un banquero de Wall Street no parece propicio para una vida de quietud, soledad y meditación, si el concepto de desinterés, en todas sus implicaciones, parece ajeno a la ética de la ciudad de Nueva York, entonces el curso de "The Yoga of Max's Discontent", del novelista indio-estadounidense Karan Bajaj, parecerá natural, si no inevitable".

## Publicaciones

### Libros
- Bajaj, Karan (2008). Keep Off the Grass. ISBN 978-9-350-29287-7. by HarperCollins[30]
- Bajaj, Karan (2010). Johnny Gone Down. ISBN 978-9-350-29494-9. by HarperCollins[31]
- Bajaj, Karan (2015). The Seeker. ISBN 978-9-352-14037-4. by Penguin Random House[32]
- Bajaj, Karan (2016). The Yoga of Max's Discontent. ISBN 978-0-698-19204-1. by Penguin Random House[33][34]
  - Traducido al idioma checo como Max a hledání vyšší pravdy[35]

### Adaptaciones
Los derechos de autor de la adaptación cinematográfica de Keep off the Grass se vendieron a Mosaic Media Group en 2009 con Ben Rekhi como director. En 2017, Ronnie Screwvala y Ashi Dua firmaron como coproductores de la adaptación cinematográfica de Johnny Gone Down.

## Matrimonio y descendencia
Karan está casado con Kerry Bajaj. Tienen dos hijas.